# Concordia (juego de mesa)
Concordia es un juego de mesa diseñado por Mac Gerdts y publicado por PD-Verlag en 2013. Se trata de un juego de desarrollo económico para entre dos y cinco jugadores y está ambientado en la antigua Roma. Los jugadores asumen la dirección de familias romanas que intentan extender su influencia tanto como sea posible dentro del Imperio y que actúan para complacer a los dioses antiguos.
Concordia es el primer juego de Mac Gerdts que no utiliza el rondel de acción que él inventó, empleando en su lugar un mecanismo de construcción de mazos con cartas de acción. Los jugadores irán creando asentamientos en las distintas localizaciones para obtener diferentes elementos (recursos, nuevas cartas, monedas o nuevos colonos/barcos) quea su vez les permitirán conseguir nuevos elementos para prosperar. Cada jugador comienza con un juego de cartas idéntico y adquiere más cartas a lo largo de la partida. Estas cartas tienen dos funciones, puesto que permiten que un jugador elija acciones durante la partida y determinan los puntos de victoria al final del juego.
Concordia se caracteriza por tener muy poca dependencia del azar, por lo que los jugadores, en lugar de confiar en una buena tirada de dados o en robar la carta adecuada, deberán apostar por su capacidad de planificación para desarrollar una estrategia que les conduzca a la victoria. Sin olvidar, por supuesto, observar e intuir los próximos movimientos de sus rivales para conseguir que no alcancen sus objetivos.
Entre otros galardones el juego obtuvo el premio Meeples Choice Award de 2013 y fue nominado en 2014 tanto para el International Gamers Award en la categoría de estrategia multijugador como para el Spiel des Jahres en la categoría de juegos para jugadores expertos. En 2025 accedió al salón de la fama de BoardGameGeek como uno de sus veinticinco primeros juegos seleccionados.